# Туризм в Абхазії

Самопроголошена Республіка Абхазія

Туризм є однією з основних індустрій економіки самопроголошеної Республіки Абхазії. Відвідування Абхазії для не громадян Грузії технічно є незаконним відповідно до грузинського законодавства, згідно з яким грузинський уряд забороняє більшості іноземців в'їзд на спірну територію, за винятком громадян Грузії, яким, в свою чергу, зазвичай не дозволяється в'їзд абхазькою владою. Абхазія залишається доступною для туристів, які прибувають з боку абхазько-російського кордону, який не контролюється Грузією. 
У 2009 році в Абхазії з населенням коло 250 тис. осіб побували близько 1 млн туристів (з них понад 100 тисяч за путівками, 185 тисяч — з одноденною екскурсією, а решта відпочивала у приватному секторі). За даними Державного комітету з курортів та туризму частково визнаної Республіки Абхазія кількість туристів у 2009 році була на 15—20 % більшою ніж у 2008 році. Туристична індустрія, за даними міністерства економіки республіки, приносить до бюджету третину податкових надходжень. У 2007 році їх загальний обсяг склав 566 млн рублів. Більшість туристів прибувають із Росії. В Абхазії безліч туристичних центрів, готелів, будинків відпочинку та пансіонатів, розташованих у приморській зоні. Більшість з них побудовано ще за радянських часів. Туристів приваблює вологий теплий клімат, тропічні краєвиди та чисте море.

## Популярні міста та курорти

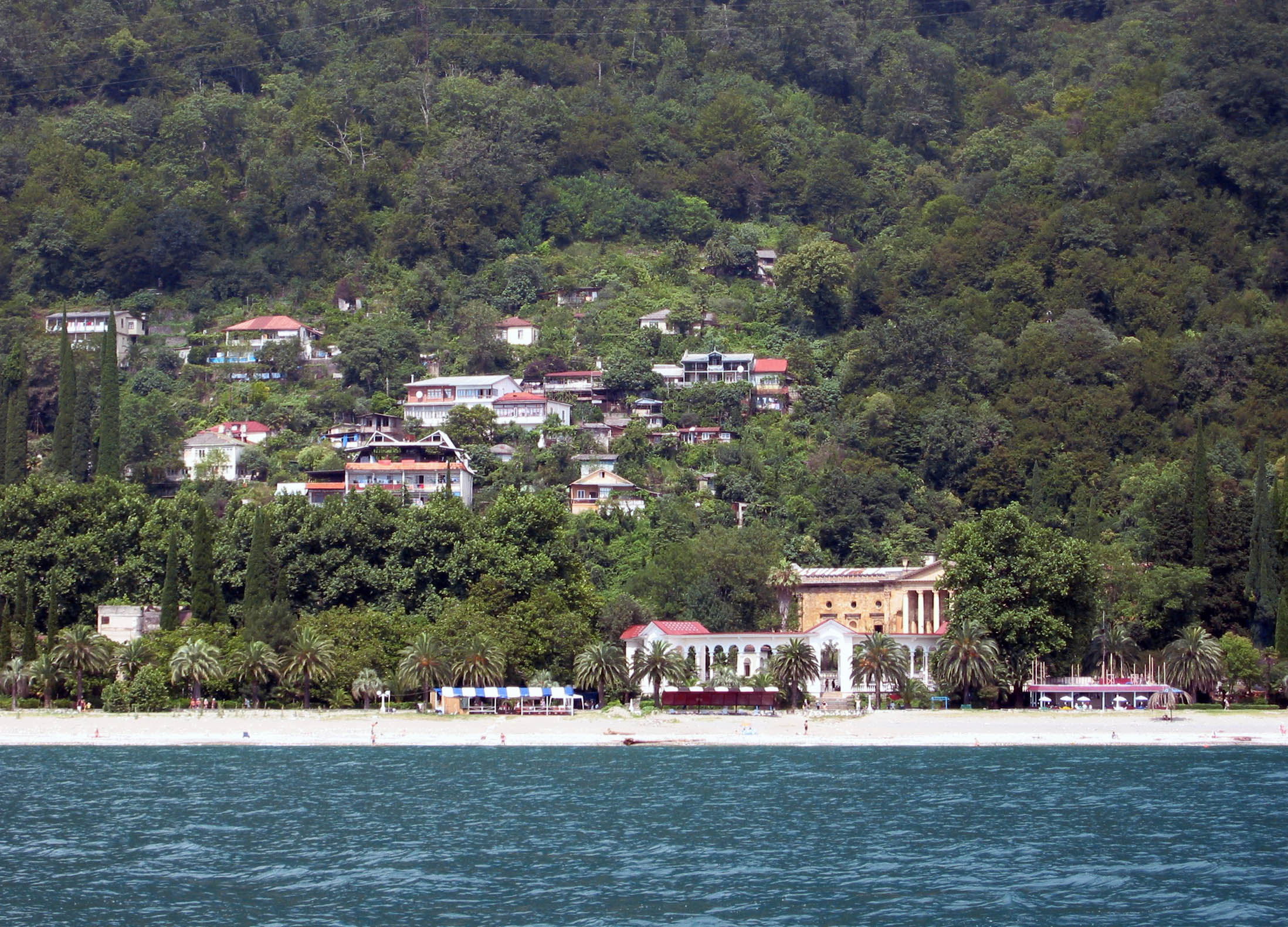
Узбережжя Гагри

- Сухумі - столиця Абхазії, що знаходиться на узбережжі Чорного моря. Одне з найдавніших міст Європи, вік міста налічує понад 2500 років. На місці міста до VI ст. до н. е. розташовувалась грецька колонія Діоскурія, руїни якої спочивають на дні Сухумської бухти.
- Гагра - розташований за 22 км від аеропорту Адлер, це один з наймальовничіших і найвідоміших курортів Абхазії.
- Піцунда - приморський кліматичний курорт за 20 км на південь від курортного міста Гагра і за 65 км від аеропорту Адлер.
- Гудаута - кліматичний приморський курорт, розташований на березі невеликої бухти Чорного моря, за 38 км від м. Сухумі і за 50 км від міста Гагра.
- Новий Афон - одне з найзнаменитіших курортних міст Абхазії, розташоване в Гудаутському районі, за 15 км від Гудаути і 25 км від Сухумі.

## Визначні пам'ятки

### Сухум
- Безлітський міст
- Діоскуріада (Сухумська фортеця)
- Замок Баграта
- Велика Абхазька стіна
- Ботанічний сад
- Мавповий розплідник
- Сухумський маяк

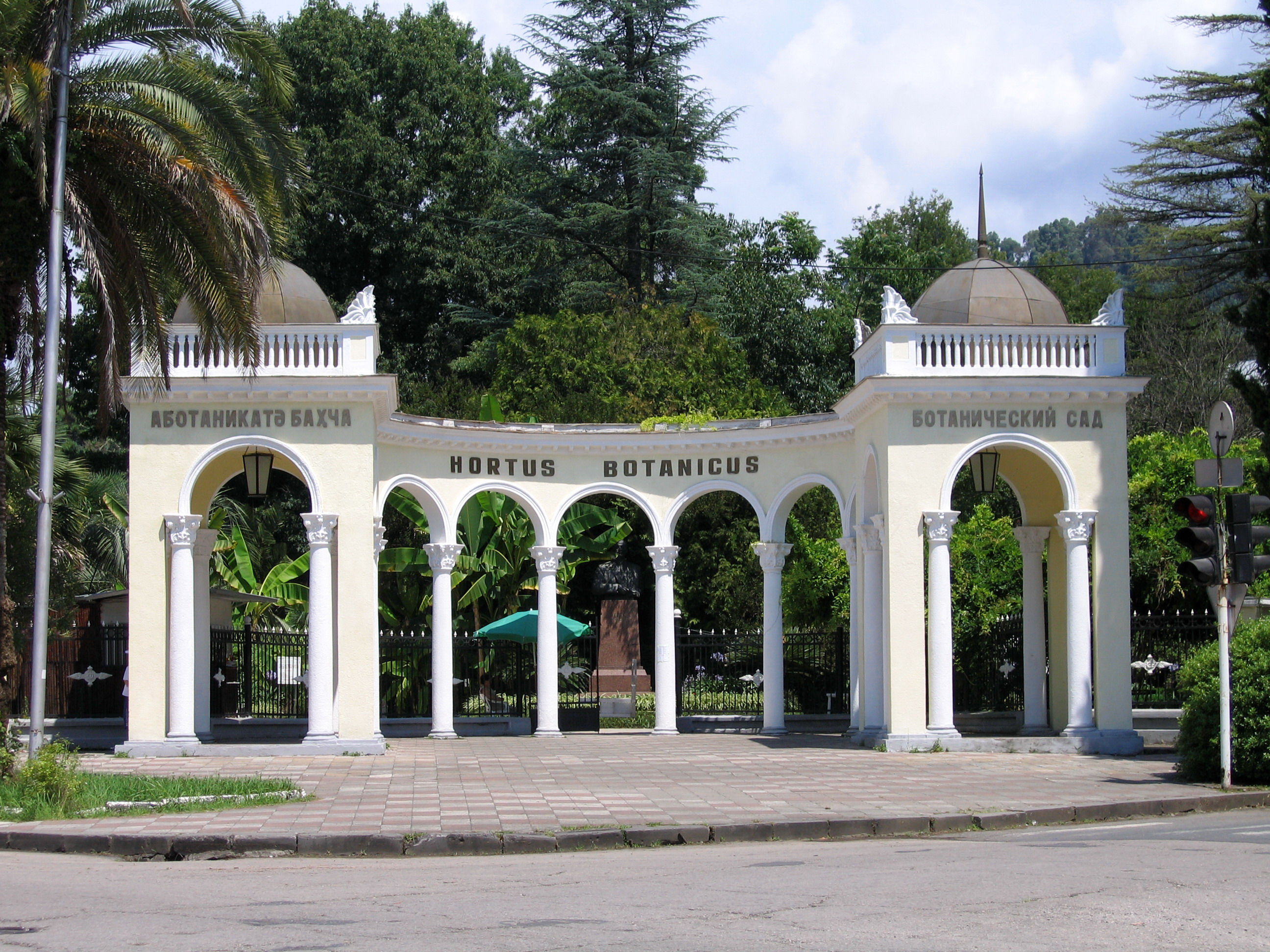
Вхід у Ботанічний сад

- село Комани (гробниця Іоана Златоуста, гробниця святого Васілиска, два храми, святе озеро)

### Новий Афон
- Новоафонський монастир
- Озеро Ріца
- Гегський водоспад
- Дача І. В. Сталіна

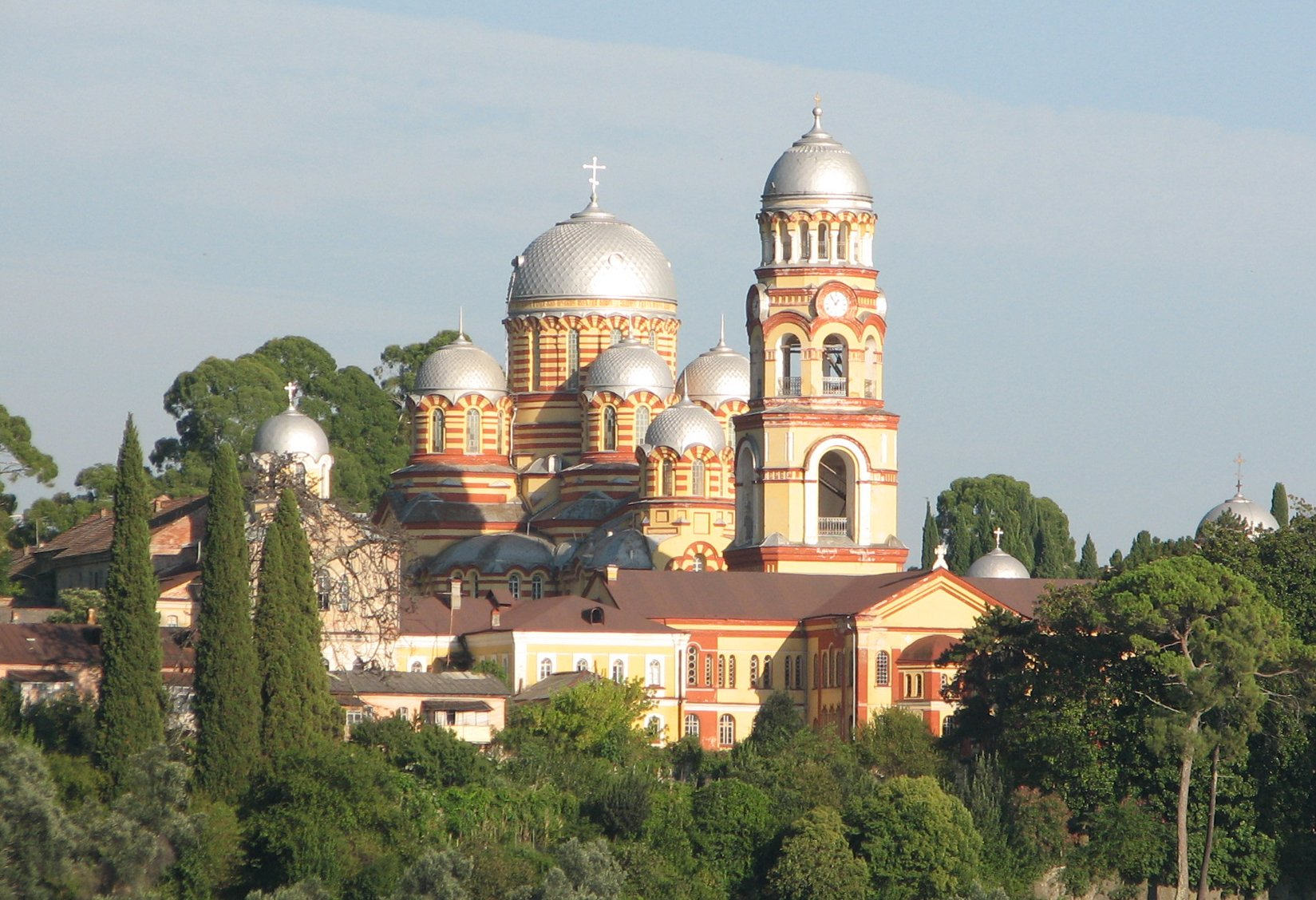
Новоафонський монастир

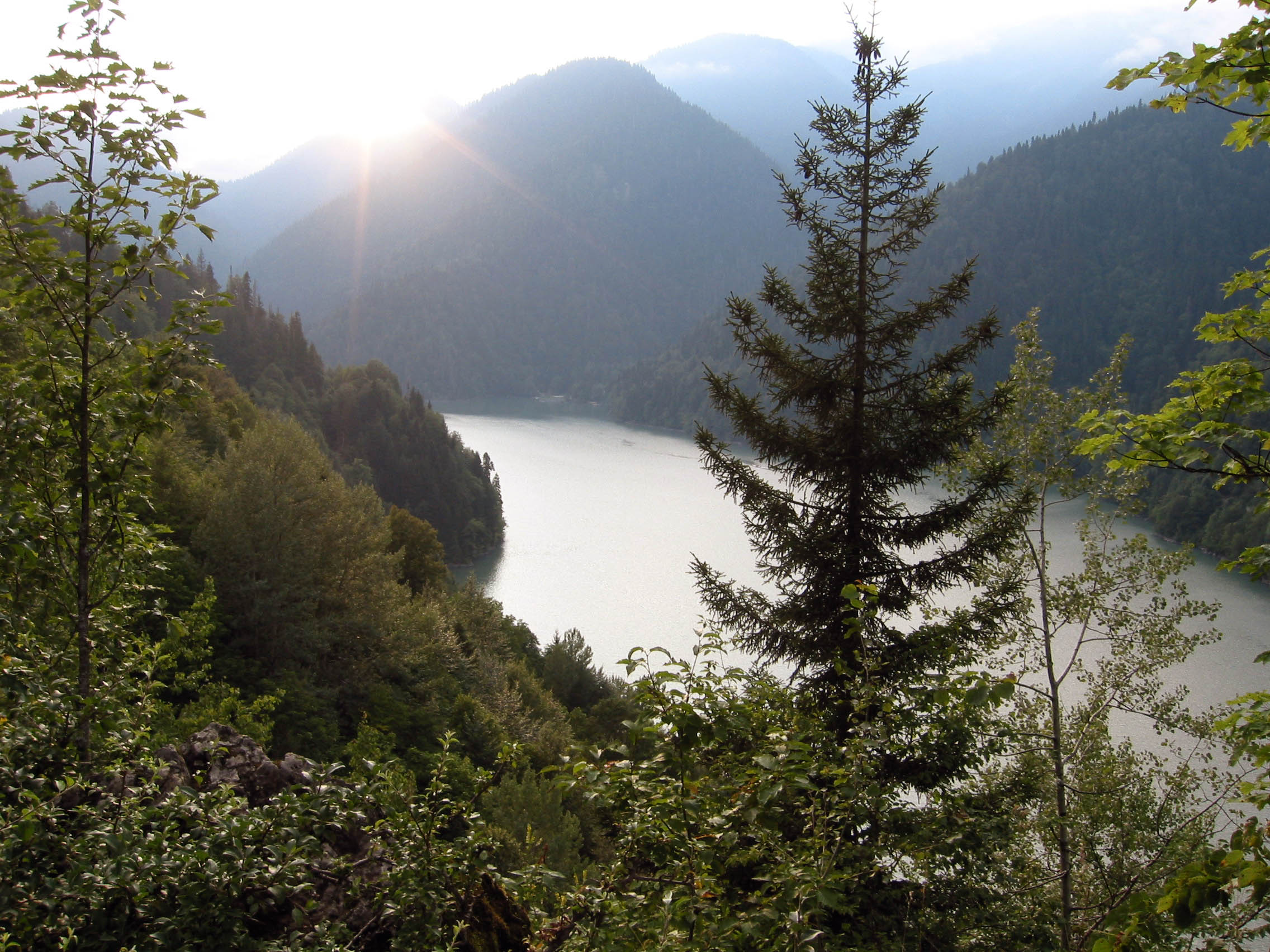
Озеро Ріца

- Іверська гора, в надрах якої знаходиться Новоафонська печера, а на вершині – Анакопійська фортеця
- Храм св. Симона Каноніта  — найстаріший з діючих храмів Нового Афона. Поруч із храмом знаходиться штучний водоспад заввишки 8,6 м та гідроелектростанція, побудована ченцями у 1902 році на річці Псирцхе

### Гагра
- Замок принца Ольденбурзького
- Гагрська колонада
- Фортеця Абаата
- Ресторан Гагріпш
- Храм Покрови Пресвятої Богородиці

### Гудаутський район
- Печера Сніжна. У 10 км на північ від села Дуріпш знаходиться третя за глибиною печера у світі (-1760 м), яка вважається найскладнішою на території колишнього СРСР і найскладнішою безсифонною печерою світу.
- у селі Лихни знаходиться діючий хресто-купольний храм Успіння Богородиці X—XI століть з багатим фресковим розписом XIV століття. Усередині церкви знаходиться усипальниця володаря Георгія Чачба-Шервашидзе, за якого Абхазія увійшла до складу Російської імперії.

### Очамчирський район
- Киндизька фортеця (Фортеця Сан-Томмазо; у перекладі – «фортеця святого Фоми») - пам'ятка архітектури Генуезького часу, єдина збережена до наших часів генуезька фортеця в Абхазії, позначена ще на італійських середньовічних картах[4].

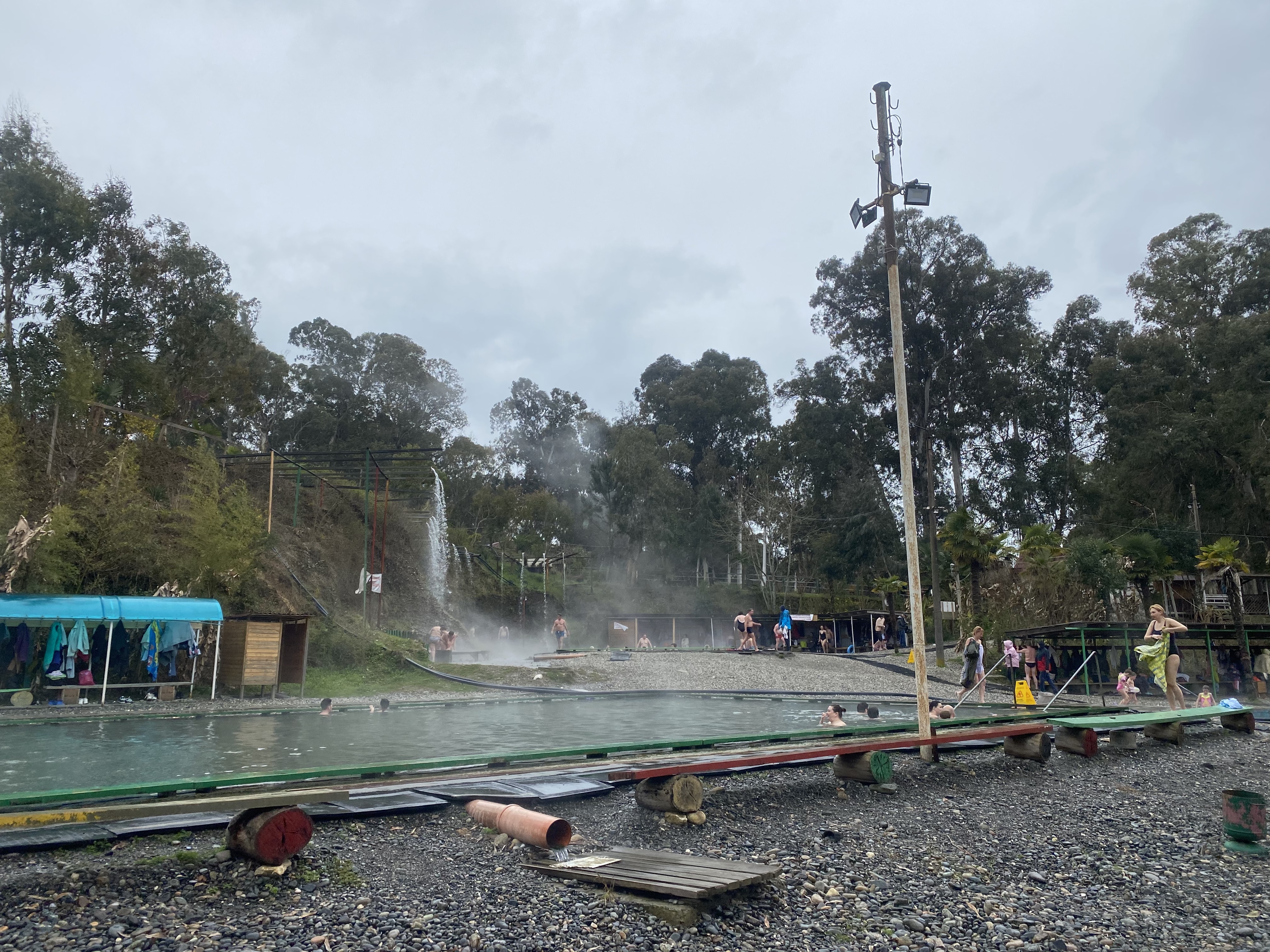
Киндизькі термальні джерела

- Киндизькі термальні джерела Киндизькі термальні джерела - сірководневе термальне джерело

## Гірський туризм
З 2005 року проводяться організовані екскурсії. Найбільш популярні маршрути: мінеральне джерело Ауадхара, озеро Мзи, долина семи озер (урочище Кам'яна галявина), село Псху, гора Мамдзішха та інші.

## Туризм на практиці
Для мандрівників з Росії, коротший шлях до Абхазії лежить через Адлерський район міста Сочі (авіа-, залізничним транспортом, автотранспортом). Відстань від Адлерського району Сочі до кордону з Абхазією на річці Псоу - 8 км (близько 10 хвилин у дорозі). Відстань від кордону до:
- до Гагри - 22 км (20-30 хв),
- до Піцунди - 47 км (50 хв),
- до Сухумі - 102 км (1 год. 40 хв.)

Міжнародний автомобільний прикордонний перехід "Псоу - Адлер" відкрито цілодобово. Громадяни країн СНД можуть в'їжджати та виїжджати з Абхазії без візи. Для жителів інших країн, що прямують до Абхазії через територію Росії, необхідно мати транзитну, дворазову або багаторазову російську візу, щоб потім, залишаючи Абхазію, мати право в'їзду на територію Російської Федерації.
Можна скористатися потягом Москва - Сухумі, що вирушає з Казанського вокзалу російської столиці. Прикордонний контроль здійснюється на МЖВП «Псоу - Веселе».